# Santa Rosa de Viterbo (ort i Colombia, Boyacá, lat 5,87, long -72,98)
Santa Rosa de Viterbo är en ort i Colombia.   Den ligger i departementet Boyacá, i den centrala delen av landet, 190 km nordost om huvudstaden Bogotá. Santa Rosa de Viterbo ligger 2 752 meter över havet och antalet invånare är 6 923.
Terrängen runt Santa Rosa de Viterbo är kuperad åt sydost, men åt nordväst är den bergig. Runt Santa Rosa de Viterbo är det ganska tätbefolkat, med 60 invånare per kvadratkilometer. Närmaste större samhälle är Duitama, 7,9 km sydväst om Santa Rosa de Viterbo. Omgivningarna runt Santa Rosa de Viterbo är en mosaik av jordbruksmark och naturlig växtlighet.